# Llista de municipis de Salamanca
Llista dels municipis de la província de Salamanca amb les seves dades bàsiques.
Informació actualitzada per un bot. Els canvis manuals es perdran quan s'actualitzi!
| Escut | Municipi                       | Població | Superfície km² | Densitat | Altitud | Codi postal                 | Codi territorial  | Dades a Wikidata              |
| ----- | ------------------------------ | -------- | -------------- | -------- | ------- | --------------------------- | ----------------- | ----------------------------- |
|       | Abusejo                        | 143      | 23,1           | 6,19     | 839     | 37640                       | 37001             | Modifica les dades a Wikidata |
|       | Agallas                        | 132      | 44,6           | 2,96     | 803     | 37510                       | 37002             | Modifica les dades a Wikidata |
|       | Ahigal de Villarino            | 31       | 24,1           | 1,29     | 764     | 37173                       | 37004             | Modifica les dades a Wikidata |
|       | Ahigal de los Aceiteros        | 88       | 27,9           | 3,15     | 632     | 37248                       | 37003             | Modifica les dades a Wikidata |
|       | Alaraz                         | 448      | 49,2           | 9,11     | 881     | 37312                       | 37007             | Modifica les dades a Wikidata |
|       | Alba de Tormes                 | 5.122    | 46,5           | 110,22   | 836     | 37800                       | 37008             | Modifica les dades a Wikidata |
|       | Alba de Yeltes                 | 200      | 22,4           | 8,94     | 786     | 37478                       | 37009             | Modifica les dades a Wikidata |
|       | Alconada                       | 134      | 21,3           | 6,3      | 829     | 37...                       | 37012             | Modifica les dades a Wikidata |
|       | Aldea del Obispo               | 252      | 41,8           | 6,03     | 690     | 37488                       | 37015             | Modifica les dades a Wikidata |
|       | Aldeacipreste                  | 91       | 37,2           | 2,45     | 864     | 37718                       | 37013             | Modifica les dades a Wikidata |
|       | Aldeadávila de la Ribera       | 1.120    | 46,2           | 24,26    | 687     | 37253 37251 37250           | 37014             | Modifica les dades a Wikidata |
|       | Aldealengua                    | 713      | 5,5            | 130,11   | 790     | 37350                       | 37016             | Modifica les dades a Wikidata |
|       | Aldeanueva de Figueroa         | 253      | 55,6           | 4,55     | 865     | 37429                       | 37017             | Modifica les dades a Wikidata |
|       | Aldeanueva de la Sierra        | 98       | 14,5           | 6,75     | 981     | 37691                       | 37018             | Modifica les dades a Wikidata |
|       | Aldearrodrigo                  | 150      | 8,4            | 17,84    | 782     | 37110 37797                 | 37019             | Modifica les dades a Wikidata |
|       | Aldearrubia                    | 519      | 32,8           | 15,8     | 811     | 37340                       | 37020             | Modifica les dades a Wikidata |
|       | Aldeaseca de Alba              | 64       | 17,6           | 3,64     | 862     | 37870                       | 37021             | Modifica les dades a Wikidata |
|       | Aldeaseca de la Frontera       | 248      | 24,3           | 10,21    | 869     | 37317                       | 37022             | Modifica les dades a Wikidata |
|       | Aldeatejada                    | 2.587    | 31,4           | 82,34    | 794     | 37187                       | 37023             | Modifica les dades a Wikidata |
|       | Aldeavieja de Tormes           | 99       | 12,9           | 7,7      | 909     | 37779 37...                 | 37024             | Modifica les dades a Wikidata |
|       | Aldehuela de Yeltes            | 181      | 60,5           | 2,99     | 835     | 37639                       | 37026             | Modifica les dades a Wikidata |
|       | Aldehuela de la Bóveda         | 265      | 70,7           | 3,75     | 791     | 37460                       | 37025             | Modifica les dades a Wikidata |
|       | Almenara de Tormes             | 305      | 19,3           | 15,81    | 775     | 37... 37115                 | 37027             | Modifica les dades a Wikidata |
|       | Almendra                       | 132      | 39,1           | 3,38     | 768     | 37176                       | 37028             | Modifica les dades a Wikidata |
|       | Anaya de Alba                  | 183      | 37             | 4,94     | 878     | 37863                       | 37029             | Modifica les dades a Wikidata |
|       | Arabayona de Mógica            | 325      | 23,3           | 13,97    | 856     | 37418                       | 37031             | Modifica les dades a Wikidata |
|       | Arapiles                       | 739      | 25,3           | 29,27    | 838     | 37796                       | 37032             | Modifica les dades a Wikidata |
|       | Arcediano                      | 96       | 11,5           | 8,36     | 823     | 37429                       | 37033             | Modifica les dades a Wikidata |
|       | Armenteros                     | 186      | 38,9           | 4,78     | 1.043   |                             | 37035             | Modifica les dades a Wikidata |
|       | Añover de Tormes               | 89       | 20,2           | 4,4      | 806     | 37111                       | 37030             | Modifica les dades a Wikidata |
|       | Babilafuente                   | 925      | 22,6           | 40,93    | 800     | 37330                       | 37038             | Modifica les dades a Wikidata |
|       | Barbadillo                     | 390      | 36,1           | 10,8     | 802     | 37440                       | 37040             | Modifica les dades a Wikidata |
|       | Barbalos                       | 73       | 37,6           | 1,94     | 904     | 37455                       | 37041             | Modifica les dades a Wikidata |
|       | Barceo                         | 48       | 21,1           | 2,27     | 718     | 37217                       | 37042             | Modifica les dades a Wikidata |
|       | Barruecopardo                  | 421      | 37,9           | 11,12    | 719     | 37255                       | 37044             | Modifica les dades a Wikidata |
|       | Bañobárez                      | 280      | 50,5           | 5,55     | 746     | 37271                       | 37039             | Modifica les dades a Wikidata |
|       | Beleña                         | 251      | 26,6           | 9,43     | 883     | 37789                       | 37047             | Modifica les dades a Wikidata |
|       | Bermellar                      | 131      | 28,5           | 4,6      | 639     | 37291                       | 37049             | Modifica les dades a Wikidata |
|       | Berrocal de Huebra             | 75       | 38,7           | 1,94     | 899     | 37609                       | 37050             | Modifica les dades a Wikidata |
|       | Berrocal de Salvatierra        | 70       | 30,6           | 2,29     | 892     | 37795                       | 37051             | Modifica les dades a Wikidata |
|       | Boada                          | 268      | 30,2           | 8,87     | 775     | 37290                       | 37052             | Modifica les dades a Wikidata |
|       | Bogajo                         | 129      | 32,9           | 3,92     | 711     | 37260                       | 37055             | Modifica les dades a Wikidata |
|       | Brincones                      | 59       | 14,9           | 3,96     | 763     | 37217                       | 37058             | Modifica les dades a Wikidata |
|       | Buenamadre                     | 109      | 59,2           | 1,84     | 754     | 37209                       | 37059             | Modifica les dades a Wikidata |
|       | Buenavista                     | 365      | 27             | 13,5     | 942     | 37789                       | 37060             | Modifica les dades a Wikidata |
|       | Béjar                          | 11.957   | 45,7           | 261,41   | 953     | 37700                       | 37046             | Modifica les dades a Wikidata |
|       | Bóveda del Río Almar           | 196      | 23             | 8,52     | 879     | 37316                       | 37057             | Modifica les dades a Wikidata |
|       | Cabeza del Caballo             | 237      | 45             | 5,27     | 729     | 37214                       | 37065             | Modifica les dades a Wikidata |
|       | Cabezabellosa de la Calzada    | 74       | 8,5            | 8,72     | 855     | 37490                       | 37062             | Modifica les dades a Wikidata |
|       | Cabrerizos                     | 4.226    | 11,6           | 363,68   | 823     | 37193                       | 37067             | Modifica les dades a Wikidata |
|       | Cabrillas                      | 322      | 24,9           | 12,96    | 797     | 37630                       | 37068             | Modifica les dades a Wikidata |
|       | Calvarrasa de Abajo            | 1.201    | 28,2           | 42,65    | 797     | 37181                       | 37069             | Modifica les dades a Wikidata |
|       | Calvarrasa de Arriba           | 615      | 25,7           | 23,9     | 850     | 37191                       | 37070             | Modifica les dades a Wikidata |
|       | Calzada de Don Diego           | 131      | 44,1           | 2,97     | 814     | 37448                       | 37072             | Modifica les dades a Wikidata |
|       | Calzada de Valdunciel          | 700      | 20             | 34,95    | 800     | 37797                       | 37073             | Modifica les dades a Wikidata |
|       | Campillo de Azaba              | 142      | 26             | 5,46     | 650     | 37550                       | 37074             | Modifica les dades a Wikidata |
|       | Candelario                     | 843      | 60,2           | 14,01    | 1.136   | 37710                       | 37078             | Modifica les dades a Wikidata |
|       | Canillas de Abajo              | 70       | 38,8           | 1,81     | 811     | 37448                       | 37079             | Modifica les dades a Wikidata |
|       | Cantagallo                     | 279      | 7,5            | 37,15    | 932     | 37792                       | 37080             | Modifica les dades a Wikidata |
|       | Cantalapiedra                  | 911      | 71,2           | 12,8     | 782     | 37400                       | 37081             | Modifica les dades a Wikidata |
|       | Cantalpino                     | 804      | 78,5           | 10,25    | 808     | 37405                       | 37082             | Modifica les dades a Wikidata |
|       | Cantaracillo                   | 190      | 37,1           | 5,13     | 910     | 37319                       | 37083             | Modifica les dades a Wikidata |
|       | Carbajosa de la Sagrada        | 7.636    | 13,6           | 562,3    | 790     | 37188                       | 37085             | Modifica les dades a Wikidata |
|       | Carpio de Azaba                | 112      | 70,5           | 1,59     | 678     | 37496                       | 37086             | Modifica les dades a Wikidata |
|       | Carrascal de Barregas          | 1.439    | 76,6           | 18,78    | 791     | 37129                       | 37087             | Modifica les dades a Wikidata |
|       | Carrascal del Obispo           | 187      | 41             | 4,56     | 900     | 37451                       | 37088             | Modifica les dades a Wikidata |
|       | Casafranca                     | 68       | 29,6           | 2,3      | 928     | 37767                       | 37089             | Modifica les dades a Wikidata |
|       | Casillas de Flores             | 168      | 42,6           | 3,95     | 852     | 37541                       | 37091             | Modifica les dades a Wikidata |
|       | Castellanos de Moriscos        | 3.051    | 13,8           | 220,61   | 834     | 37439                       | 37092             | Modifica les dades a Wikidata |
|       | Castellanos de Villiquera      | 703      | 28,9           | 24,36    | 828     | 37797                       | 37185             | Modifica les dades a Wikidata |
|       | Castillejo de Martín Viejo     | 205      | 155,7          | 1,32     | 669     | 37592                       | 37096             | Modifica les dades a Wikidata |
|       | Castraz                        | 34       | 30,4           | 1,12     | 757     | 37494                       | 37097             | Modifica les dades a Wikidata |
|       | Cepeda                         | 303      | 10,7           | 28,24    | 625     | 37656                       | 37098             | Modifica les dades a Wikidata |
|       | Cereceda de la Sierra          | 62       | 15,5           | 4,01     | 979     | 37621                       | 37099             | Modifica les dades a Wikidata |
|       | Cerezal de Peñahorcada         | 67       | 17,9           | 3,74     | 706     | 37254                       | 37100             | Modifica les dades a Wikidata |
|       | Cerralbo                       | 111      | 51,6           | 2,15     | 671     | 37291                       | 37101             | Modifica les dades a Wikidata |
|       | Cespedosa de Tormes            | 496      | 46,3           | 10,72    | 1.032   | 37750                       | 37103             | Modifica les dades a Wikidata |
|       | Chagarcía Medianero            | 73       | 14,7           | 4,96     | 1.031   | 37861                       | 37114             | Modifica les dades a Wikidata |
|       | Cilleros de la Bastida         | 23       | 17             | 1,36     | 1.066   | 37692                       | 37104             | Modifica les dades a Wikidata |
|       | Cipérez                        | 225      | 104,7          | 2,15     | 768     | 37216                       | 37106             | Modifica les dades a Wikidata |
|       | Ciudad Rodrigo                 | 11.846   | 240,1          | 49,33    | 651     | 37500                       | 37107             | Modifica les dades a Wikidata |
|       | Coca de Alba                   | 95       | 10,5           | 9,07     | 833     | 37830                       | 37108             | Modifica les dades a Wikidata |
|       | Colmenar de Montemayor         | 173      | 40             | 4,33     | 825     | 37711                       | 37109             | Modifica les dades a Wikidata |
|       | Cordovilla                     | 108      | 15,8           | 6,82     | 829     | 37337                       | 37110             | Modifica les dades a Wikidata |
|       | Cristóbal                      | 162      | 22,1           | 7,34     | 868     | 37684                       | 37112             | Modifica les dades a Wikidata |
|       | Dios le Guarde                 | 125      | 16,3           | 7,65     | 814     | 37478                       | 37115             | Modifica les dades a Wikidata |
|       | Doñinos de Ledesma             | 65       | 46,2           | 1,41     | 848     | 37139                       | 37116             | Modifica les dades a Wikidata |
|       | Doñinos de Salamanca           | 2.209    | 13,9           | 158,69   | 824     | 37120                       | 37117             | Modifica les dades a Wikidata |
|       | El Arco                        | 89       | 7,1            | 12,54    | 776     | 37797                       | 37034             | Modifica les dades a Wikidata |
|       | El Bodón                       | 245      | 60,7           | 4,03     | 792     | 37520                       | 37054             | Modifica les dades a Wikidata |
|       | El Cabaco                      | 225      | 47,4           | 4,75     | 959     | 37620                       | 37061             | Modifica les dades a Wikidata |
|       | El Campo de Peñaranda          | 250      | 45,2           | 5,53     | 838     | 37317                       | 37077             | Modifica les dades a Wikidata |
|       | El Cerro                       | 365      | 25,9           | 14,11    | 981     | 37726                       | 37102             | Modifica les dades a Wikidata |
|       | El Cubo de Don Sancho          | 377      | 91,1           | 4,14     | 739     | 37281                       | 37113             | Modifica les dades a Wikidata |
|       | El Manzano                     | 57       | 36,7           | 1,55     | 780     | 37171                       | 37180             | Modifica les dades a Wikidata |
|       | El Maíllo                      | 282      | 46,3           | 6,09     | 987     | 37621                       | 37177             | Modifica les dades a Wikidata |
|       | El Milano                      | 88       | 22,7           | 3,88     | 729     | 37256                       | 37191             | Modifica les dades a Wikidata |
|       | El Payo                        | 313      | 61,9           | 5,06     | 922     | 37524                       | 37234             | Modifica les dades a Wikidata |
|       | El Pedroso de la Armuña        | 215      | 20,3           | 10,61    | 828     | 37410                       | 37239             | Modifica les dades a Wikidata |
|       | El Pino de Tormes              | 149      | 20,2           | 7,37     | 767     | 37170                       | 37253             | Modifica les dades a Wikidata |
|       | El Sahugo                      | 181      | 59             | 3,07     | 823     | 37514                       | 37303             | Modifica les dades a Wikidata |
|       | El Tejado                      | 83       | 21,2           | 3,92     | 969     | 37440                       | 37319             | Modifica les dades a Wikidata |
|       | El Tornadizo                   | 86       | 11,4           | 7,52     | 870     | 37765                       | 37325             | Modifica les dades a Wikidata |
|       | Encina de San Silvestre        | 108      | 23,8           | 4,55     | 805     | 37114                       | 37120             | Modifica les dades a Wikidata |
|       | Encinas de Abajo               | 619      | 20,9           | 29,67    | 793     | 37182                       | 37121             | Modifica les dades a Wikidata |
|       | Encinas de Arriba              | 226      | 8,8            | 25,74    | 816     | 37892                       | 37122             | Modifica les dades a Wikidata |
|       | Encinasola de los Comendadores | 148      | 33,7           | 4,39     | 713     | 37256                       | 37123             | Modifica les dades a Wikidata |
|       | Endrinal                       | 204      | 33,5           | 6,08     | 924     | 37766                       | 37124             | Modifica les dades a Wikidata |
|       | Escurial de la Sierra          | 244      | 21             | 11,64    | 961     | 37762                       | 37125             | Modifica les dades a Wikidata |
|       | Espadaña                       | 34       | 39,5           | 0,86     | 783     | 37148                       | 37126             | Modifica les dades a Wikidata |
|       | Espeja                         | 211      | 98,4           | 2,14     | 695     | 37497                       | 37127             | Modifica les dades a Wikidata |
|       | Espino de la Orbada            | 245      | 23,5           | 10,45    | 799     | 37419                       | 37128             | Modifica les dades a Wikidata |
|       | Florida de Liébana             | 244      | 20,8           | 11,74    | 789     | 37129                       | 37129             | Modifica les dades a Wikidata |
|       | Forfoleda                      | 204      | 38,1           | 5,36     | 789     | 37799                       | 37130             | Modifica les dades a Wikidata |
|       | Frades de la Sierra            | 167      | 28,3           | 5,9      | 950     | 37457                       | 37131             | Modifica les dades a Wikidata |
|       | Fresnedoso                     | 98       | 8,2            | 11,98    | 1.022   | 37775                       | 37133             | Modifica les dades a Wikidata |
|       | Fresno Alhándiga               | 181      | 13,3           | 13,63    | 832     | 37789                       | 37134             | Modifica les dades a Wikidata |
|       | Fuenteguinaldo                 | 652      | 101,6          | 6,42     | 856     | 37540                       | 37136             | Modifica les dades a Wikidata |
|       | Fuenteliante                   | 84       | 50,2           | 1,67     | 723     | 37272                       | 37137             | Modifica les dades a Wikidata |
|       | Fuenterroble de Salvatierra    | 252      | 27,3           | 9,25     | 955     | 37768                       | 37138             | Modifica les dades a Wikidata |
|       | Fuentes de Béjar               | 244      | 14,5           | 16,86    | 911     | 37790                       | 37139             | Modifica les dades a Wikidata |
|       | Fuentes de Oñoro               | 1.009    | 57,5           | 17,56    | 734     | 37480                       | 37140000200 37140 | Modifica les dades a Wikidata |
|       | Gajates                        | 140      | 27,7           | 5,06     | 854     | 37874                       | 37141             | Modifica les dades a Wikidata |
|       | Galindo y Perahuy              | 704      | 44,1           | 15,95    | 797     | 37449                       | 37142             | Modifica les dades a Wikidata |
|       | Galinduste                     | 400      | 31,6           | 12,65    | 944     | 37785                       | 37143             | Modifica les dades a Wikidata |
|       | Galisancho                     | 325      | 22,9           | 14,22    | 818     | 37891                       | 37144             | Modifica les dades a Wikidata |
|       | Gallegos de Argañán            | 264      | 47,1           | 5,6      | 656     | 37497                       | 37145             | Modifica les dades a Wikidata |
|       | Gallegos de Solmirón           | 109      | 30,8           | 3,54     | 1.106   | 37751                       | 37146             | Modifica les dades a Wikidata |
|       | Garcibuey                      | 204      | 12,5           | 16,31    | 689     | 37658                       | 37147             | Modifica les dades a Wikidata |
|       | Garcihernández                 | 411      | 47,6           | 8,64     | 814     | 37810                       | 37148             | Modifica les dades a Wikidata |
|       | Garcirrey                      | 55       | 84,3           | 0,65     | 814     | 37469                       | 37149             | Modifica les dades a Wikidata |
|       | Gejuelo del Barro              | 31       | 43,3           | 0,72     | 808     | 37114                       | 37150             | Modifica les dades a Wikidata |
|       | Golpejas                       | 144      | 11,8           | 12,21    | 789     | 37170                       | 37151             | Modifica les dades a Wikidata |
|       | Gomecello                      | 412      | 20,7           | 19,9     | 843     | 37420                       | 37152             | Modifica les dades a Wikidata |
|       | Guadramiro                     | 124      | 31,5           | 3,94     | 748     | 37219                       | 37154             | Modifica les dades a Wikidata |
|       | Guijo de Ávila                 | 78       | 13,5           | 5,79     | 981     | 37774                       | 37155             | Modifica les dades a Wikidata |
|       | Guijuelo                       | 5.508    | 63,2           | 87,11    | 1.003   | 37770                       | 37156             | Modifica les dades a Wikidata |
|       | Herguijuela de Ciudad Rodrigo  | 69       | 23,4           | 2,95     | 792     | 37516                       | 37157             | Modifica les dades a Wikidata |
|       | Herguijuela de la Sierra       | 226      | 31,4           | 7,21     | 642     | 37619                       | 37158             | Modifica les dades a Wikidata |
|       | Herguijuela del Campo          | 62       | 25,7           | 2,41     | 928     | 37762                       | 37159             | Modifica les dades a Wikidata |
|       | Hinojosa de Duero              | 577      | 92,9           | 6,21     | 599     | 37230                       | 37160             | Modifica les dades a Wikidata |
|       | Horcajo Medianero              | 205      | 53,4           | 3,84     | 1.007   | 37860                       | 37162             | Modifica les dades a Wikidata |
|       | Horcajo de Montemayor          | 101      | 30             | 3,37     | 735     | 37712                       | 37161             | Modifica les dades a Wikidata |
|       | Huerta                         | 285      | 14,2           | 20,07    | 787     | 37338                       | 37164             | Modifica les dades a Wikidata |
|       | Iruelos                        | 31       | 12,9           | 2,4      | 786     | 37217                       | 37165             | Modifica les dades a Wikidata |
|       | Ituero de Azaba                | 199      | 27,5           | 7,25     | 659     | 37551                       | 37166             | Modifica les dades a Wikidata |
|       | Juzbado                        | 183      | 21,7           | 8,42     | 789     | 37115                       | 37167             | Modifica les dades a Wikidata |
|       | La Alameda de Gardón           | 74       | 32,3           | 2,29     | 712     | 37497                       | 37005             | Modifica les dades a Wikidata |
|       | La Alamedilla                  | 101      | 19,3           | 5,24     | 756     | 37554                       | 37006             | Modifica les dades a Wikidata |
|       | La Alberca                     | 1.045    | 61             | 17,14    | 1.044   | 37624                       | 37010             | Modifica les dades a Wikidata |
|       | La Alberguería de Argañán      | 98       | 30,1           | 3,25     | 736     | 37555                       | 37011             | Modifica les dades a Wikidata |
|       | La Atalaya                     | 100      | 24,1           | 4,14     | 796     | 37591                       | 37037             | Modifica les dades a Wikidata |
|       | La Bastida                     | 26       | 18,5           | 1,4      | 1.112   | 37692                       | 37045             | Modifica les dades a Wikidata |
|       | La Bouza                       | 49       | 14,7           | 3,34     | 608     | 37488                       | 37056             | Modifica les dades a Wikidata |
|       | La Cabeza de Béjar             | 60       | 13,9           | 4,31     | 1.036   | 37777                       | 37063             | Modifica les dades a Wikidata |
|       | La Calzada de Béjar            | 85       | 9,5            | 8,99     | 791     | 37714                       | 37071             | Modifica les dades a Wikidata |
|       | La Encina                      | 100      | 30,8           | 3,25     | 797     | 37515                       | 37119             | Modifica les dades a Wikidata |
|       | La Fregeneda                   | 308      | 44,5           | 6,92     | 525     | 37220                       | 37132             | Modifica les dades a Wikidata |
|       | La Fuente de San Esteban       | 1.279    | 77             | 16,6     | 769     | 37200                       | 37135             | Modifica les dades a Wikidata |
|       | La Hoya                        | 30       | 8,7            | 3,46     | 1.241   | 37716                       | 37163             | Modifica les dades a Wikidata |
|       | La Mata de Ledesma             | 101      | 38,7           | 2,61     | 813     | 37130                       | 37186             | Modifica les dades a Wikidata |
|       | La Maya                        | 158      | 7              | 22,51    | 832     | 37780                       | 37188             | Modifica les dades a Wikidata |
|       | La Orbada                      | 182      | 30,6           | 5,95     | 816     | 37428                       | 37224             | Modifica les dades a Wikidata |
|       | La Peña                        | 70       | 25,2           | 2,78     | 693     | 37214                       | 37243             | Modifica les dades a Wikidata |
|       | La Redonda                     | 65       | 16,6           | 3,91     | 668     | 37247                       | 37266             | Modifica les dades a Wikidata |
|       | La Rinconada de la Sierra      | 100      | 13,1           | 7,66     | 1.008   | 37607                       | 37268             | Modifica les dades a Wikidata |
|       | La Sagrada                     | 82       | 40,8           | 2,01     | 861     | 37645                       | 37273             | Modifica les dades a Wikidata |
|       | La Sierpe                      | 42       | 14,9           | 2,83     | 921     | 37762                       | 37309             | Modifica les dades a Wikidata |
|       | La Tala                        | 76       | 12,3           | 6,17     | 921     | 37752                       | 37315             | Modifica les dades a Wikidata |
|       | La Vellés                      | 540      | 25,5           | 21,18    | 811     | 37427                       | 37347             | Modifica les dades a Wikidata |
|       | La Vídola                      | 107      | 29,6           | 3,61     | 693     | 37213                       | 37349             | Modifica les dades a Wikidata |
|       | La Zarza de Pumareda           | 133      | 28,3           | 4,7      | 700     | 37257                       | 37381             | Modifica les dades a Wikidata |
|       | Lagunilla                      | 428      | 42,5           | 10,07    | 918     | 37724                       | 37168             | Modifica les dades a Wikidata |
|       | Larrodrigo                     | 186      | 49,6           | 3,75     | 869     | 37865                       | 37169             | Modifica les dades a Wikidata |
|       | Las Casas del Conde            | 63       | 1,3            | 50       | 695     | 37659                       | 37090             | Modifica les dades a Wikidata |
|       | Las Veguillas                  | 275      | 43,7           | 6,29     | 1.041   | 37454                       | 37346             | Modifica les dades a Wikidata |
|       | Ledesma                        | 1.517    | 141,2          | 10,74    | 768     | 37100                       | 37170             | Modifica les dades a Wikidata |
|       | Ledrada                        | 465      | 17             | 27,43    | 889     | 37730                       | 37171             | Modifica les dades a Wikidata |
|       | Linares de Riofrío             | 913      | 27,9           | 32,72    | 956     | 37760                       | 37172             | Modifica les dades a Wikidata |
|       | Los Santos                     | 580      | 44,3           | 13,09    | 937     | 37768                       | 37300             | Modifica les dades a Wikidata |
|       | Lumbrales                      | 1.510    | 69,9           | 21,59    | 669     | 37240                       | 37173             | Modifica les dades a Wikidata |
|       | Machacón                       | 445      | 18,7           | 23,81    | 806     | 37894                       | 37175             | Modifica les dades a Wikidata |
|       | Macotera                       | 1.001    | 32,9           | 30,4     | 891     | 37310                       | 37174             | Modifica les dades a Wikidata |
|       | Madroñal                       | 135      | 1,6            | 83,85    | 680     | 37619                       | 37176             | Modifica les dades a Wikidata |
|       | Malpartida                     | 80       | 10,3           | 7,77     | 899     | 37313                       | 37178             | Modifica les dades a Wikidata |
|       | Mancera de Abajo               | 197      | 23,5           | 8,39     | 890     | 37315                       | 37179             | Modifica les dades a Wikidata |
|       | Martiago                       | 250      | 47,4           | 5,28     | 809     | 37510                       | 37181             | Modifica les dades a Wikidata |
|       | Martinamor                     | 82       | 24             | 3,41     | 955     | 37891                       | 37182             | Modifica les dades a Wikidata |
|       | Martín de Yeltes               | 387      | 63,2           | 6,12     | 760     | 37494                       | 37183             | Modifica les dades a Wikidata |
|       | Masueco                        | 251      | 19,8           | 12,7     | 689     | 37251                       | 37184             | Modifica les dades a Wikidata |
|       | Matilla de los Caños del Río   | 613      | 69,3           | 8,85     | 817     | 37450                       | 37187             | Modifica les dades a Wikidata |
|       | Membribe de la Sierra          | 105      | 46,5           | 2,26     | 1.027   | 37456                       | 37189             | Modifica les dades a Wikidata |
|       | Mieza                          | 176      | 34,7           | 5,07     | 656     | 37254                       | 37190             | Modifica les dades a Wikidata |
|       | Miranda de Azán                | 447      | 24,1           | 18,57    | 821     | 37187                       | 37192             | Modifica les dades a Wikidata |
|       | Miranda del Castañar           | 381      | 21,1           | 18,08    | 649     | 37660                       | 37193             | Modifica les dades a Wikidata |
|       | Mogarraz                       | 252      | 9,1            | 27,85    | 765     | 37610                       | 37194             | Modifica les dades a Wikidata |
|       | Molinillo                      | 43       | 6,8            | 6,33     | 723     | 37683                       | 37195             | Modifica les dades a Wikidata |
|       | Monforte de la Sierra          | 53       | 4,4            | 12,16    | 835     | 37618                       | 37196             | Modifica les dades a Wikidata |
|       | Monleras                       | 245      | 32,8           | 7,46     | 758     | 37171                       | 37198             | Modifica les dades a Wikidata |
|       | Monleón                        | 85       | 19,1           | 4,45     | 876     | 37765                       | 37197             | Modifica les dades a Wikidata |
|       | Monsagro                       | 127      | 48,1           | 2,64     | 931     | 37532                       | 37199             | Modifica les dades a Wikidata |
|       | Montejo                        | 198      | 29,1           | 6,8      | 926     | 37795                       | 37200             | Modifica les dades a Wikidata |
|       | Montemayor del Río             | 262      | 15,3           | 17,12    | 675     | 37727                       | 37201             | Modifica les dades a Wikidata |
|       | Monterrubio de Armuña          | 1.331    | 11             | 120,78   | 804     | 37798                       | 37202             | Modifica les dades a Wikidata |
|       | Monterrubio de la Sierra       | 148      | 35,3           | 4,19     | 959     | 37788                       | 37203             | Modifica les dades a Wikidata |
|       | Morasverdes                    | 229      | 51,9           | 4,41     | 894     | 37590                       | 37204             | Modifica les dades a Wikidata |
|       | Morille                        | 224      | 22,9           | 9,76     | 929     | 37183                       | 37205             | Modifica les dades a Wikidata |
|       | Moriscos                       | 566      | 12,1           | 46,85    | 844     | 37430                       | 37207             | Modifica les dades a Wikidata |
|       | Moronta                        | 76       | 27,7           | 2,74     | 764     | 37219                       | 37208             | Modifica les dades a Wikidata |
|       | Moríñigo                       | 88       | 8,4            | 10,53    | 805     | 37337                       | 37206             | Modifica les dades a Wikidata |
|       | Mozárbez                       | 510      | 44,9           | 11,37    | 877     | 37183                       | 37209             | Modifica les dades a Wikidata |
|       | Narros de Matalayegua          | 198      | 74,1           | 2,67     | 984     | 37455                       | 37211             | Modifica les dades a Wikidata |
|       | Nava de Béjar                  | 74       | 11,7           | 6,31     | 1.054   | 37776                       | 37213             | Modifica les dades a Wikidata |
|       | Nava de Francia                | 120      | 16,5           | 7,27     | 1.038   | 37659                       | 37214             | Modifica les dades a Wikidata |
|       | Nava de Sotrobal               | 160      | 44,6           | 3,58     | 856     | 37850                       | 37215             | Modifica les dades a Wikidata |
|       | Navacarros                     | 133      | 8,6            | 15,56    | 1.109   | 37716                       | 37212             | Modifica les dades a Wikidata |
|       | Navales                        | 311      | 17,2           | 18,11    | 846     | 37880                       | 37216             | Modifica les dades a Wikidata |
|       | Navalmoral de Béjar            | 56       | 11,1           | 5,05     | 930     | 37793                       | 37217             | Modifica les dades a Wikidata |
|       | Navamorales                    | 44       | 17,5           | 2,51     | 992     | 37749                       | 37218             | Modifica les dades a Wikidata |
|       | Navarredonda de la Rinconada   | 151      | 13,1           | 11,51    | 1.023   | 37607                       | 37219             | Modifica les dades a Wikidata |
|       | Navasfrías                     | 362      | 59,7           | 6,06     | 886     | 37542                       | 37221             | Modifica les dades a Wikidata |
|       | Negrilla de Palencia           | 76       | 11,8           | 6,45     | 821     | 37799                       | 37222             | Modifica les dades a Wikidata |
|       | Olmedo de Camaces              | 94       | 90,5           | 1,04     | 711     | 37292                       | 37223             | Modifica les dades a Wikidata |
|       | Pajares de la Laguna           | 114      | 9,6            | 11,85    | 825     | 37428                       | 37225             | Modifica les dades a Wikidata |
|       | Palacios del Arzobispo         | 151      | 27,7           | 5,45     | 820     | 37111                       | 37226             | Modifica les dades a Wikidata |
|       | Palaciosrubios                 | 299      | 36,5           | 8,2      | 807     | 37407                       | 37228             | Modifica les dades a Wikidata |
|       | Palencia de Negrilla           | 138      | 16,4           | 8,44     | 823     | 37799                       | 37229             | Modifica les dades a Wikidata |
|       | Parada de Arriba               | 272      | 17,8           | 15,27    | 825     | 37129                       | 37230             | Modifica les dades a Wikidata |
|       | Parada de Rubiales             | 241      | 31,6           | 7,63     | 844     | 37419                       | 37231             | Modifica les dades a Wikidata |
|       | Paradinas de San Juan          | 384      | 35,6           | 10,78    | 851     | 37318                       | 37232             | Modifica les dades a Wikidata |
|       | Pastores                       | 56       | 12,7           | 4,41     | 766     | 37512                       | 37233             | Modifica les dades a Wikidata |
|       | Pedraza de Alba                | 220      | 23,3           | 9,46     | 896     | 37882                       | 37235             | Modifica les dades a Wikidata |
|       | Pedrosillo de Alba             | 124      | 19,3           | 6,44     | 836     | 37871                       | 37236             | Modifica les dades a Wikidata |
|       | Pedrosillo de los Aires        | 314      | 70,4           | 4,46     | 958     | 37788                       | 37237             | Modifica les dades a Wikidata |
|       | Pedrosillo el Ralo             | 135      | 8,1            | 16,63    | 815     | 37427                       | 37238             | Modifica les dades a Wikidata |
|       | Pelabravo                      | 1.366    | 23,3           | 58,55    | 814     | 37181                       | 37240             | Modifica les dades a Wikidata |
|       | Pelarrodríguez                 | 159      | 14,6           | 10,86    | 755     | 37209                       | 37241             | Modifica les dades a Wikidata |
|       | Pelayos                        | 72       | 44,4           | 1,62     | 952     | 37787                       | 37242             | Modifica les dades a Wikidata |
|       | Peralejos de Abajo             | 171      | 19,7           | 8,69     | 775     | 37216                       | 37248             | Modifica les dades a Wikidata |
|       | Peralejos de Arriba            | 35       | 32,7           | 1,07     | 789     | 37216                       | 37249             | Modifica les dades a Wikidata |
|       | Pereña de la Ribera            | 314      | 48,8           | 6,43     | 687     | 37175                       | 37250             | Modifica les dades a Wikidata |
|       | Peromingo                      | 122      | 8,8            | 13,88    | 789     | 37791                       | 37251             | Modifica les dades a Wikidata |
|       | Peñacaballera                  | 153      | 6,3            | 24,44    | 870     | 37727                       | 37244             | Modifica les dades a Wikidata |
|       | Peñaparda                      | 308      | 62,3           | 4,95     | 864     | 37523                       | 37245             | Modifica les dades a Wikidata |
|       | Peñaranda de Bracamonte        | 6.063    | 23             | 264,07   | 903     | 37300                       | 37246             | Modifica les dades a Wikidata |
|       | Peñarandilla                   | 181      | 12,7           | 14,22    | 824     | 37820                       | 37247             | Modifica les dades a Wikidata |
|       | Pinedas                        | 94       | 14,6           | 6,44     | 786     | 37712                       | 37252             | Modifica les dades a Wikidata |
|       | Pitiegua                       | 182      | 19,8           | 9,22     | 846     | 37490                       | 37254             | Modifica les dades a Wikidata |
|       | Pizarral                       | 64       | 16,7           | 3,84     | 909     | 37795                       | 37255             | Modifica les dades a Wikidata |
|       | Poveda de las Cintas           | 194      | 23,7           | 8,17     | 817     | 37406                       | 37256             | Modifica les dades a Wikidata |
|       | Pozos de Hinojo                | 52       | 59             | 0,88     | 739     | 37219                       | 37257             | Modifica les dades a Wikidata |
|       | Puebla de Azaba                | 142      | 26             | 5,47     | 668     | 37553                       | 37258             | Modifica les dades a Wikidata |
|       | Puebla de San Medel            | 33       | 9,3            | 3,56     | 965     | 37791                       | 37259             | Modifica les dades a Wikidata |
|       | Puebla de Yeltes               | 142      | 37,3           | 3,8      | 876     | 37606                       | 37260             | Modifica les dades a Wikidata |
|       | Puente del Congosto            | 225      | 34             | 6,61     | 944     | 37748 37750                 | 37261             | Modifica les dades a Wikidata |
|       | Puertas                        | 65       | 62,7           | 1,04     | 785     | 37159                       | 37262             | Modifica les dades a Wikidata |
|       | Puerto Seguro                  | 55       | 29,4           | 1,87     | 635     | 37487                       | 37264             | Modifica les dades a Wikidata |
|       | Puerto de Béjar                | 352      | 10,4           | 33,88    | 948     | 37720 www.puertodebejar.org | 37263             | Modifica les dades a Wikidata |
|       | Retortillo                     | 174      | 64,6           | 2,69     | 737     | 37495                       | 37267             | Modifica les dades a Wikidata |
|       | Robleda                        | 457      | 78,9           | 5,8      | 831     | 37521                       | 37269             | Modifica les dades a Wikidata |
|       | Robliza de Cojos               | 187      | 21,8           | 8,57     | 818     | 37491                       | 37270             | Modifica les dades a Wikidata |
|       | Rollán                         | 337      | 23             | 14,66    | 801     | 37447                       | 37271             | Modifica les dades a Wikidata |
|       | Rágama                         | 197      | 31,7           | 6,22     | 846     | 37318                       | 37265             | Modifica les dades a Wikidata |
|       | Saelices el Chico              | 173      | 45,6           | 3,8      | 647     | 37592                       | 37272             | Modifica les dades a Wikidata |
|       | Salamanca                      | 144.866  | 39,6           | 3.661,93 | 798     | 37001–37009                 | 37274             | Modifica les dades a Wikidata |
|       | Saldeana                       | 99       | 20,7           | 4,78     | 666     | 37259                       | 37275             | Modifica les dades a Wikidata |
|       | Salmoral                       | 112      | 23             | 4,87     | 908     | 37314                       | 37276             | Modifica les dades a Wikidata |
|       | Salvatierra de Tormes          | 72       | 34,7           | 2,08     | 904     | 37779                       | 37277             | Modifica les dades a Wikidata |
|       | San Cristóbal de la Cuesta     | 1.143    | 9,9            | 114,99   | 821     | 37439                       | 37278             | Modifica les dades a Wikidata |
|       | San Esteban de la Sierra       | 372      | 20,8           | 17,86    | 619     | 37671                       | 37284             | Modifica les dades a Wikidata |
|       | San Felices de los Gallegos    | 350      | 81,4           | 4,3      | 658     | 37270                       | 37285             | Modifica les dades a Wikidata |
|       | San Martín del Castañar        | 234      | 15,5           | 15,1     | 831     | 37659                       | 37286             | Modifica les dades a Wikidata |
|       | San Miguel de Valero           | 303      | 28,6           | 10,61    | 934     | 37763                       | 37287             | Modifica les dades a Wikidata |
|       | San Miguel del Robledo         | 43       | 10,4           | 4,14     | 1.015   | 37659                       | 37036             | Modifica les dades a Wikidata |
|       | San Morales                    | 366      | 4,9            | 74,39    | 793     | 37340                       | 37288             | Modifica les dades a Wikidata |
|       | San Muñoz                      | 201      | 53,9           | 3,73     | 781     | 37208                       | 37289             | Modifica les dades a Wikidata |
|       | San Pedro de Rozados           | 269      | 102,2          | 2,63     | 975     | 37183                       | 37291             | Modifica les dades a Wikidata |
|       | San Pedro del Valle            | 145      | 15,7           | 9,25     | 791     | 37170                       | 37290             | Modifica les dades a Wikidata |
|       | San Pelayo de Guareña          | 92       | 27,7           | 3,32     | 781     | 37292                       | 37292             | Modifica les dades a Wikidata |
|       | Sanchotello                    | 212      | 14             | 15,11    | 931     | 37794                       | 37282             | Modifica les dades a Wikidata |
|       | Sanchón de la Ribera           | 67       | 29,2           | 2,29     | 726     | 37218                       | 37280             | Modifica les dades a Wikidata |
|       | Sanchón de la Sagrada          | 51       | 15,1           | 3,38     | 869     | 37466                       | 37281             | Modifica les dades a Wikidata |
|       | Sancti-Spíritus                | 731      | 141,9          | 5,15     | 757     | 37470                       | 37279             | Modifica les dades a Wikidata |
|       | Sando                          | 113      | 60,6           | 1,87     | 840     | 37468                       | 37283             | Modifica les dades a Wikidata |
|       | Santa Marta de Tormes          | 14.726   | 10             | 1.475,55 | 779     | 37900 37194                 | 37294             | Modifica les dades a Wikidata |
|       | Santa María de Sando           | 95       | 13,9           | 6,84     | 825     | 37468                       | 37293             | Modifica les dades a Wikidata |
|       | Santiago de la Puebla          | 282      | 53,3           | 5,29     | 869     | 37311                       | 37296             | Modifica les dades a Wikidata |
|       | Santibáñez de Béjar            | 444      | 29,8           | 14,9     | 920     | 37740                       | 37297             | Modifica les dades a Wikidata |
|       | Santibáñez de la Sierra        | 149      | 13,6           | 10,95    | 605     | 37670                       | 37298             | Modifica les dades a Wikidata |
|       | Santiz                         | 229      | 27,1           | 8,47     | 895     | 37110                       | 37299             | Modifica les dades a Wikidata |
|       | Sardón de los Frailes          | 101      | 32,5           | 3,11     | 744     | 37172                       | 37301             | Modifica les dades a Wikidata |
|       | Saucelle                       | 252      | 46,1           | 5,47     | 664     | 37257                       | 37302             | Modifica les dades a Wikidata |
|       | Sepulcro-Hilario               | 157      | 40             | 3,93     | 829     | 37638                       | 37304             | Modifica les dades a Wikidata |
|       | Sequeros                       | 207      | 6,3            | 33,01    | 924     | 37650                       | 37305             | Modifica les dades a Wikidata |
|       | Serradilla del Arroyo          | 246      | 80,5           | 3,05     | 856     | 37531                       | 37306             | Modifica les dades a Wikidata |
|       | Serradilla del Llano           | 138      | 67,5           | 2,04     | 872     | 37530                       | 37307             | Modifica les dades a Wikidata |
|       | Sieteiglesias de Tormes        | 164      | 14,3           | 11,48    | 820     | 37892                       | 37310             | Modifica les dades a Wikidata |
|       | Sobradillo                     | 173      | 52,7           | 3,28     | 649     | 37246                       | 37311             | Modifica les dades a Wikidata |
|       | Sorihuela                      | 256      | 20,5           | 12,49    | 993     | 37777                       | 37312             | Modifica les dades a Wikidata |
|       | Sotoserrano                    | 513      | 57,4           | 8,94     | 508     | 37657                       | 37313             | Modifica les dades a Wikidata |
|       | Tabera de Abajo                | 99       | 63,8           | 1,55     | 812     | 37491                       | 37314             | Modifica les dades a Wikidata |
|       | Tamames                        | 785      | 60,7           | 12,93    | 896     | 37600                       | 37316             | Modifica les dades a Wikidata |
|       | Tarazona de Guareña            | 269      | 29,3           | 9,19     | 772     | 37409                       | 37317             | Modifica les dades a Wikidata |
|       | Tardáguila                     | 197      | 24,7           | 7,98     | 835     | 37429                       | 37318             | Modifica les dades a Wikidata |
|       | Tejeda y Segoyuela             | 97       | 44,1           | 2,2      | 922     | 37607                       | 37320             | Modifica les dades a Wikidata |
|       | Tenebrón                       | 121      | 40,1           | 3,02     | 824     | 37590                       | 37321             | Modifica les dades a Wikidata |
|       | Terradillos                    | 3.220    | 33,2           | 97,13    | 882     | 37882                       | 37322             | Modifica les dades a Wikidata |
|       | Topas                          | 511      | 112,3          | 4,55     | 822     | 37799                       | 37323             | Modifica les dades a Wikidata |
|       | Tordillos                      | 316      | 25,1           | 12,59    | 838     | 37840                       | 37324             | Modifica les dades a Wikidata |
|       | Torresmenudas                  | 184      | 11,9           | 15,49    | 788     | 37797                       | 37327             | Modifica les dades a Wikidata |
|       | Trabanca                       | 160      | 29,7           | 5,39     | 743     | 37173                       | 37328             | Modifica les dades a Wikidata |
|       | Tremedal de Tormes             | 35       | 33,5           | 1,05     | 769     | 37590                       | 37329             | Modifica les dades a Wikidata |
|       | Valdecarros                    | 310      | 27,2           | 11,38    | 883     | 37881                       | 37330             | Modifica les dades a Wikidata |
|       | Valdefuentes de Sangusín       | 189      | 34,6           | 5,47     | 888     | 37680                       | 37331             | Modifica les dades a Wikidata |
|       | Valdehijaderos                 | 84       | 11,8           | 7,15     | 777     | 37713                       | 37332             | Modifica les dades a Wikidata |
|       | Valdelacasa                    | 189      | 8,2            | 22,99    | 953     | 37791                       | 37333             | Modifica les dades a Wikidata |
|       | Valdelageve                    | 67       | 16,4           | 4,1      | 621     | 37725                       | 37334             | Modifica les dades a Wikidata |
|       | Valdelosa                      | 404      | 63,4           | 6,37     | 842     | 37799                       | 37335             | Modifica les dades a Wikidata |
|       | Valdemierque                   | 59       | 17,3           | 3,41     | 937     | 37893                       | 37336             | Modifica les dades a Wikidata |
|       | Valderrodrigo                  | 128      | 22,4           | 5,73     | 733     | 37256                       | 37337             | Modifica les dades a Wikidata |
|       | Valdunciel                     | 110      | 33,2           | 3,31     | 803     | 37798                       | 37338             | Modifica les dades a Wikidata |
|       | Valero                         | 286      | 26,3           | 10,89    | 585     | 37764                       | 37339             | Modifica les dades a Wikidata |
|       | Vallejera de Riofrío           | 72       | 7,3            | 9,92     | 1.130   | 37717                       | 37343             | Modifica les dades a Wikidata |
|       | Valsalabroso                   | 119      | 27,4           | 4,35     | 726     | 37213                       | 37340             | Modifica les dades a Wikidata |
|       | Valverde de Valdelacasa        | 57       | 7,6            | 7,51     | 798     | 37791                       | 37341             | Modifica les dades a Wikidata |
|       | Valverdón                      | 264      | 22             | 12,01    | 766     | 37115                       | 37342             | Modifica les dades a Wikidata |
|       | Vecinos                        | 219      | 45,1           | 4,86     | 895     | 37452                       | 37344             | Modifica les dades a Wikidata |
|       | Vega de Tirados                | 149      | 28,1           | 5,3      | 790     | 37170                       | 37345             | Modifica les dades a Wikidata |
|       | Ventosa del Río Almar          | 99       | 18             | 5,49     | 854     | 37329                       | 37348             | Modifica les dades a Wikidata |
|       | Villaflores                    | 260      | 42             | 6,19     | 795     | 37406                       | 37351             | Modifica les dades a Wikidata |
|       | Villagonzalo de Tormes         | 216      | 25,6           | 8,45     | 802     | 37893                       | 37352             | Modifica les dades a Wikidata |
|       | Villalba de los Llanos         | 110      | 36,8           | 2,99     | 834     | 37446                       | 37353             | Modifica les dades a Wikidata |
|       | Villamayor                     | 7.669    | 20,2           | 379,84   | 782     | 37185                       | 37354             | Modifica les dades a Wikidata |
|       | Villanueva del Conde           | 174      | 13             | 13,39    | 782     | 37658                       | 37355             | Modifica les dades a Wikidata |
|       | Villar de Argañán              | 98       | 30             | 3,26     | 716     | 37483                       | 37356             | Modifica les dades a Wikidata |
|       | Villar de Ciervo               | 253      | 56,8           | 4,46     | 677     | 37486                       | 37357             | Modifica les dades a Wikidata |
|       | Villar de Gallimazo            | 198      | 44,3           | 4,47     | 857     | 37320                       | 37358             | Modifica les dades a Wikidata |
|       | Villar de Peralonso            | 204      | 31,7           | 6,44     | 821     | 37147                       | 37360             | Modifica les dades a Wikidata |
|       | Villar de Samaniego            | 78       | 28             | 2,79     | 747     | 37218                       | 37361             | Modifica les dades a Wikidata |
|       | Villar de la Yegua             | 155      | 55,8           | 2,78     | 710     | 37485                       | 37359             | Modifica les dades a Wikidata |
|       | Villares de Yeltes             | 96       | 40,5           | 2,37     | 724     | 37267                       | 37363             | Modifica les dades a Wikidata |
|       | Villares de la Reina           | 6.723    | 21,6           | 310,96   | 813     | 37184                       | 37362             | Modifica les dades a Wikidata |
|       | Villarino de los Aires         | 739      | 102,7          | 7,2      | 603     | 37160                       | 37364             | Modifica les dades a Wikidata |
|       | Villarmayor                    | 154      | 39,1           | 3,94     | 826     | 37130                       | 37365             | Modifica les dades a Wikidata |
|       | Villarmuerto                   | 40       | 38,8           | 1,03     | 763     | 37217                       | 37366             | Modifica les dades a Wikidata |
|       | Villasbuenas                   | 164      | 39,5           | 4,15     | 729     | 37256                       | 37367             | Modifica les dades a Wikidata |
|       | Villasdardo                    | 22       | 21,5           | 1,02     | 818     | 37468                       | 37368             | Modifica les dades a Wikidata |
|       | Villaseco de los Gamitos       | 137      | 12,3           | 11,12    | 835     | 37114                       | 37369             | Modifica les dades a Wikidata |
|       | Villaseco de los Reyes         | 298      | 136,1          | 2,19     | 771     | 37150                       | 37370             | Modifica les dades a Wikidata |
|       | Villasrubias                   | 236      | 39,5           | 5,97     | 851     | 37522                       | 37371             | Modifica les dades a Wikidata |
|       | Villaverde de Guareña          | 138      | 15,9           | 8,7      | 828     | 37428                       | 37372             | Modifica les dades a Wikidata |
|       | Villavieja de Yeltes           | 688      | 50,8           | 13,53    | 741     | 37260                       | 37373             | Modifica les dades a Wikidata |
|       | Villoria                       | 1.258    | 31,7           | 39,75    | 816     | 37339                       | 37374             | Modifica les dades a Wikidata |
|       | Villoruela                     | 731      | 17,3           | 42,33    | 823     | 37338                       | 37375             | Modifica les dades a Wikidata |
|       | Vilvestre                      | 395      | 46,9           | 8,43     | 589     | 37258                       | 37350             | Modifica les dades a Wikidata |
|       | Vitigudino                     | 2.361    | 52,3           | 45,12    | 769     | 37210                       | 37376             | Modifica les dades a Wikidata |
|       | Yecla de Yeltes                | 222      | 57,2           | 3,88     | 721     | 37219                       | 37377             | Modifica les dades a Wikidata |
|       | Zamarra                        | 71       | 47,9           | 1,48     | 776     | 37591                       | 37378             | Modifica les dades a Wikidata |
|       | Zamayón                        | 192      | 30,9           | 6,21     | 809     | 37110                       | 37379             | Modifica les dades a Wikidata |
|       | Zarapicos                      | 49       | 7,7            | 6,41     | 784     | 37170                       | 37380             | Modifica les dades a Wikidata |
|       | Zorita de la Frontera          | 152      | 32,1           | 4,73     | 828     | 37408                       | 37382             | Modifica les dades a Wikidata |
|       | Éjeme                          | 144      | 17,5           | 8,25     | 814     | 37891                       | 37118             | Modifica les dades a Wikidata |